# Patrick Gordon Macdonald
 (mars 2025).
Le texte peut changer fréquemment, n’est peut-être pas à jour et peut manquer de recul. 
Le titre et la description de l'acte concerné reposent sur la qualification juridique retenue lors de la rédaction de l'article et peuvent évoluer en même temps que celle-ci.
Patrick Gordon Macdonald, aussi connu sous le pseudonyme Dark Foreigner, est un graphiste et propagandiste néonazi canadien.
Il crée des visuels de propagande pour la Division Atomwaffen, La Base et l'Ordre des neuf angles. Son style artistique est caractérisé par l'utilisation des couleurs noir, rouge et blanc avec des éléments comme des éclaboussures de sang stylisées et des masques de tête de mort.
En juillet 2023, il est arrêté par la Gendarmerie royale du Canada pour terrorisme et propagande haineuse. Son procès débute en novembre 2024.

## Biographie
Patrick Gordon Macdonald est originaire d'Ottawa. Il est le fondateur de Helios Design Studios, une entreprise de graphisme.

### Activités militantes
Sous le pseudonyme Dark Foreigner, il est actif sur le forum Iron March, où il exprime son adhésion à l'idéologie néonazie,.
En 2018, il réalise une illustration pour la couverture de la quatrième édition de Siege de James Mason.
Il cesse ses activités sous le pseudonyme Dark Foreigner en mars 2019, peu après avoir été détenu par les autorités britanniques lors d'une tentative de voyage pour rencontrer des membres d'organisations extrémistes internationales.

## Influence et style artistique
Il est le principal propagandiste de la mouvance néonazie accélérationniste et crée des visuels de propagande pour des organisations comme la Division Atomwaffen, La Base et l'Ordre des neuf angles, sans toutefois être directement membre de celles-ci. Macdonald a créé une esthétique visuelle distinctive caractérisée par l'utilisation des couleurs noir, rouge et blanc, souvent avec des éclaboussures de sang stylisées, des masques de tête de mort et des symboles néonazis. Son travail vise à inciter à la violence et à faciliter le recrutement pour ces organisations extrémistes. Selon Vice, son œuvre a participé à établir l'esthétique terrorwave.

## Affaire judiciaire
Il est arrêté le 5 juillet 2023 par la Gendarmerie royale du Canada pour terrorisme et propagande haineuse. Son procès débute en novembre 2024. Il plaide non coupable des accusations portées contre lui.